# Wielki Reset
Wielki Reset – plan naprawy gospodarki opracowany przez Światowe Forum Ekonomiczne w odpowiedzi na pandemię COVID-19. Deklarowanym celem inicjatywy jest ułatwienie odbudowy po globalnym kryzysie COVID-19 w sposób, który priorytetowo traktuje zrównoważony rozwój. Projekt został uruchomiony w czerwcu 2020 roku, a z okazji jego rozpoczęcia opublikowano film z udziałem ówczesnego księcia Walii, Karola.
Klaus Schwab (dyrektor generalny Światowego Forum Ekonomicznego) opisał trzy podstawowe elementy Wielkiego Resetu:
1. stworzenie warunków dla „gospodarki interesariuszy”;
2. budowanie w bardziej „odporny, sprawiedliwy i zrównoważony” sposób, wykorzystując wskaźniki środowiskowe, społeczne i ładu korporacyjnego;
3. „wykorzystanie innowacji czwartej rewolucji przemysłowej”[4][5].

Kristalina Georgiewa (dyrektorka zarządzająca Międzynarodowego Funduszu Walutowego) w przemówieniu wprowadzającym inicjatywę wymieniła trzy kluczowe aspekty zrównoważonej reakcji na COVID-19:
1. zielony wzrost;
2. inteligentniejszy wzrost;
3. sprawiedliwszy wzrost[2][6].

Wielki Reset był tematem dorocznego szczytu Światowego Forum Ekonomicznego w Davos w Szwajcarii w 2021 roku, pierwotnie zaplanowanego na styczeń, ale z powodu zakłóceń spowodowanych przez COVID-19 szczyt został przełożony na maj, a potem na rok 2022. Tematem przewodnim szczytu w 2022 roku była „Historia w punkcie zwrotnym”, a rosyjska inwazja na Ukrainę zdominowała szczyt.
Wielki Reset i ogólnie Światowe Forum Ekonomiczne zostały skrytykowane przez niektórych komentatorów za promowanie deregulacji gospodarczej i większej roli w polityce niereprezentatywnych prywatnych przedsiębiorstw, w szczególności dużych międzynarodowych korporacji, kosztem instytucji rządowych. Inni komentatorzy zaatakowali program za skupienie się na koncepcji edukacji, zdrowia i znacznie przeceniając zdolność grupy decydentów do wprowadzenia globalnych zmian lub za promowanie kapitalizmu kumoterskiego.